# 张敏 (赛艇运动员)
张敏（1993年6月20日—），女，山东济南人，中国赛艇运动员。她曾代表中国参加2016年和2020年夏季奥林匹克运动会赛艇比赛，其中2020年奥运会获得八人单桨有舵手铜牌。